# Lehe (Bremerhaven)
Pour les articles homonymes, voir Lehe.
Lehe est une ancienne ville indépendante allemande qui s'étendait sur une partie de l'actuelle ville de Bremerhaven dans le land de Brême. Les premières mentions de Lehe datent du XIIIe siècle.

## Histoire
Geestemünde et Lehe fusionnèrent en 1924 pour former la nouvelle ville de Wesermünde (actuellement Bremerhaven).